# Fondation Jean Monnet pour l'Europe
La Fondation Jean Monnet pour l’Europe est une fondation d’utilité publique, apolitique et non partisane, créée en 1978 par Jean Monnet, avec l'aide d'Henri Rieben, dont le but est d’accueillir l’ensemble des archives de Jean Monnet.
Elle siège depuis sa création à Lausanne (Suisse), et est installée depuis 1981 au cœur du campus de l’Université de Lausanne (UNIL) dans la Ferme de Dorigny.

## Historique
La création de la Fondation Jean-Monnet pour l’Europe à Lausanne prend racine dans celle de plusieurs autres associations précédemment mises sur pied par Jean Monnet et par Henri Rieben. Ce dernier s’est attiré dès 1955 la sympathie puis l’amitié de Monnet grâce à sa thèse de doctorat dans laquelle il expose les origines du Plan Schuman.

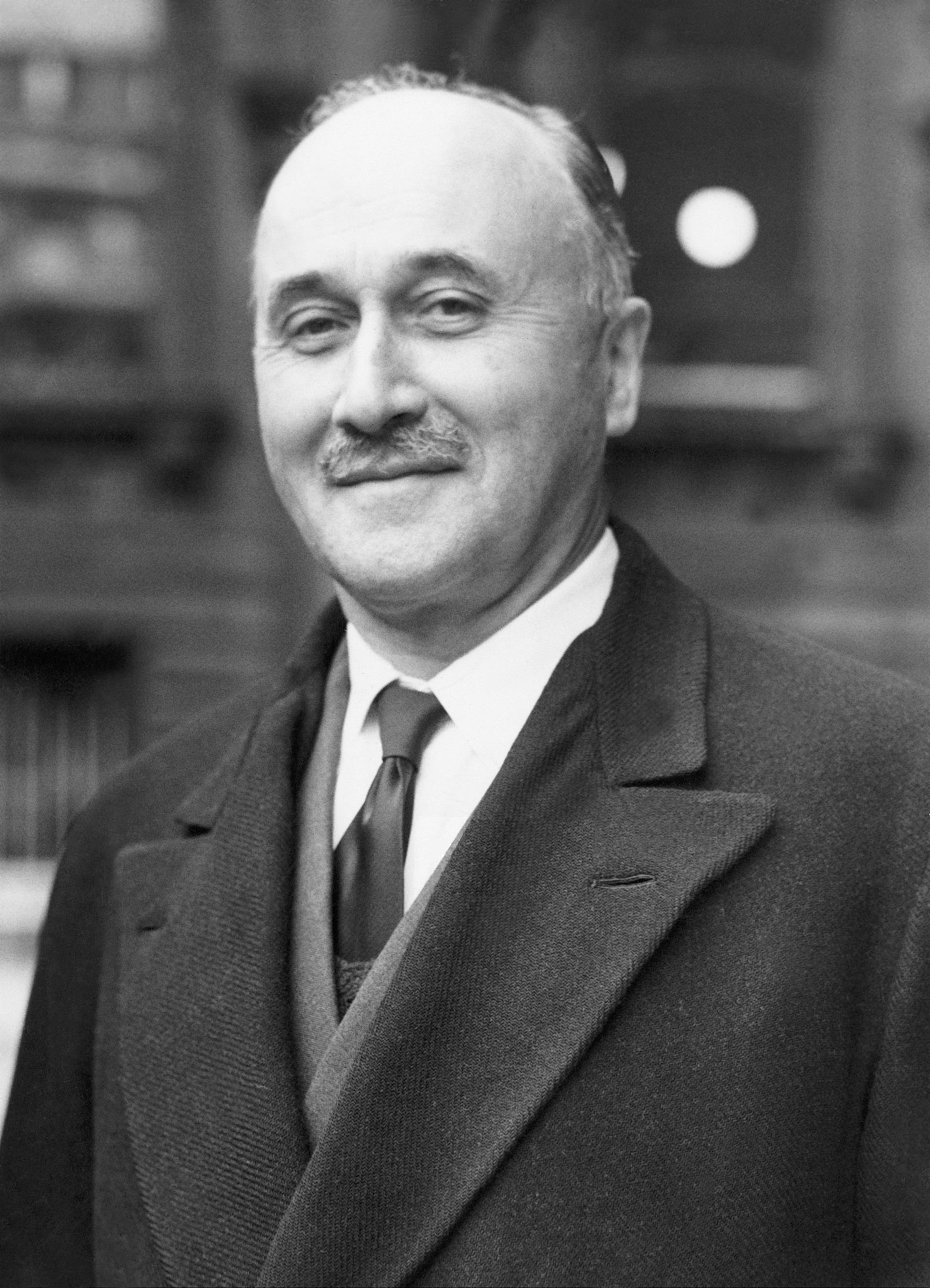
Jean Monnet à Londres en 1952

Plusieurs associations naissent de la proximité qui s’est créée entre les deux hommes. Le dévouement et le grand intérêt de Rieben pour Monnet, ainsi que la facilité d’inscrire une association en Suisse sont des éléments indispensables pour en comprendre les raisons.
La première, l’Association de gestion administrative du Comité d'action pour les États-Unis d'Europe, est enregistrée en 1955 au Registre du commerce du district de Lausanne. Henri Rieben devient son secrétaire administratif et Monnet en est le président. Les locaux du Comité se trouvent cependant à l’avenue Foch, à Paris, jusqu’en 1975, date de sa dissolution.
En 1957, Jean Monnet et Henri Rieben créent à Lausanne une nouvelle association à but non lucratif : le Centre de recherches européennes. Animé par Rieben, le Centre va contribuer à de nombreux domaines de recherche sur les questions européennes. Le fruit de ce travail est régulièrement publié dans la collection des « Cahiers rouges ».
Une troisième association a précédé la création de la Fondation et a également été enregistrée à Lausanne sous les signatures du président Jean Monnet et du secrétaire administratif Henri Rieben. Il s’agit de l’Institut de recherches historiques européennes créé en 1963 et qui a pour objectif de « réunir des archives sur les circonstances et les méthodes de l’unification européenne et [à] les élaborer ». L’Institut servira de fait à rassembler les archives personnelles de Jean Monnet et à la réalisation des études historiques à la base de l’écriture des mémoires de Jean Monnet publiés en 1976. Les locaux de l’Institut étaient situés à Paris, avenue Foch, dans ceux du Comité d’action et de son Centre de documentation.
La décision de créer une Fondation qui abriterait l’entièreté des archives de Jean Monnet est prise par ce dernier en 1978. Le transfert des archives de Paris à Lausanne a lieu à l’automne de la même année, 6 mois avant le décès de Jean Monnet. L’Institut est dissout dans la Fondation à sa création et le Centre de recherche y est rattaché en 1983.

## Mission et organisation
La mission de la Fondation, selon le souhait de Monnet, est de « créer à partir de [ses archives] et de celles d’autres protagonistes de l’Europe unie une mémoire vivante de la réconciliation et de l’union des Européens, de la mettre à la disposition des chercheurs, de guider ceux-ci, de conduire ses propres recherches et de poursuivre par les Cahiers rouges l’information des responsables et des citoyens. »
La Fondation est active tant au niveau académique que culturel notamment par l’organisation d’événements (conférences, dialogues, colloques, remise de sa Médaille d’or) à portée européenne et internationale, la conservation et la mise en valeur de son patrimoine archivistique, ainsi que par la réalisation ou le soutien à la recherche académique axée sur l’Europe ou sur les relations Suisse-Europe, notamment par l'intermédiaire d'une bourse attribuée chaque année à des doctorants venant d'Europe et au-delà.

### Présidents de la Fondation
Ses présidents ont été les suivants :
- 1978-2005 : Henri Rieben
- 2006-2008 : Bronislaw Geremek
- 2009-2014 : José María Gil-Robles y Gil-Delgado
- Depuis 2015 : Pat Cox

## Fonds d'archives
La Fondation est dépositaire de l'ensemble des archives de Jean Monnet et conserve également d'autres fonds privés de personnalités ayant participé à la construction européenne dont notamment :
- Paul Collowald (1923-), journaliste puis directeur général de l’information à la Commission européenne puis au Parlement européen ;
- Jacques Delors, président de la Commission européenne (1985-1995) ;
- Michel Gaudet, directeur général du Service juridique des Communautés européennes (1958-1969) ;
- José María Gil-Robles, président du Parlement européen (1997-1999) ;
- Robert Marjolin, secrétaire général de l’OECE (1948-1955) puis vice-président de la Commission européenne (1958-1967) ;
- Firmin Oulès, professeur à l’Université de Lausanne (1940-1974) ;
- Henri Rieben, professeur à l’Université de Lausanne (1957-1991) ;
- Robert Schuman, ministre français des Affaires étrangères (1948-1952) ;
- Félix Somary (en) (1881-1956), banquier et économiste suisse ;
- Lord David Strathallan (en) (1907-2002), comte de Perth, collaborateur de Jean Monnet en Chine ;
- Paolo Emilio Taviani (1912-2001), chef de la délégation italienne à la conférence du Plan Schuman ;
- Robert Triffin (1911-1993), économiste et conseiller pour le Comité d’action pour les États-Unis d'Europe ;
- Pierre Uri (1911-1992), économiste et collaborateur de Jean Monnet ;
- Giuseppe Vedovato, président de l’Assemblée parlementaire du Conseil de l’Europe (1972-1975).

La qualité des fonds d'archives de la Fondation l'a fait classer comme bien culturel suisse d'importance nationale.

## Médaille d'or de la Fondation

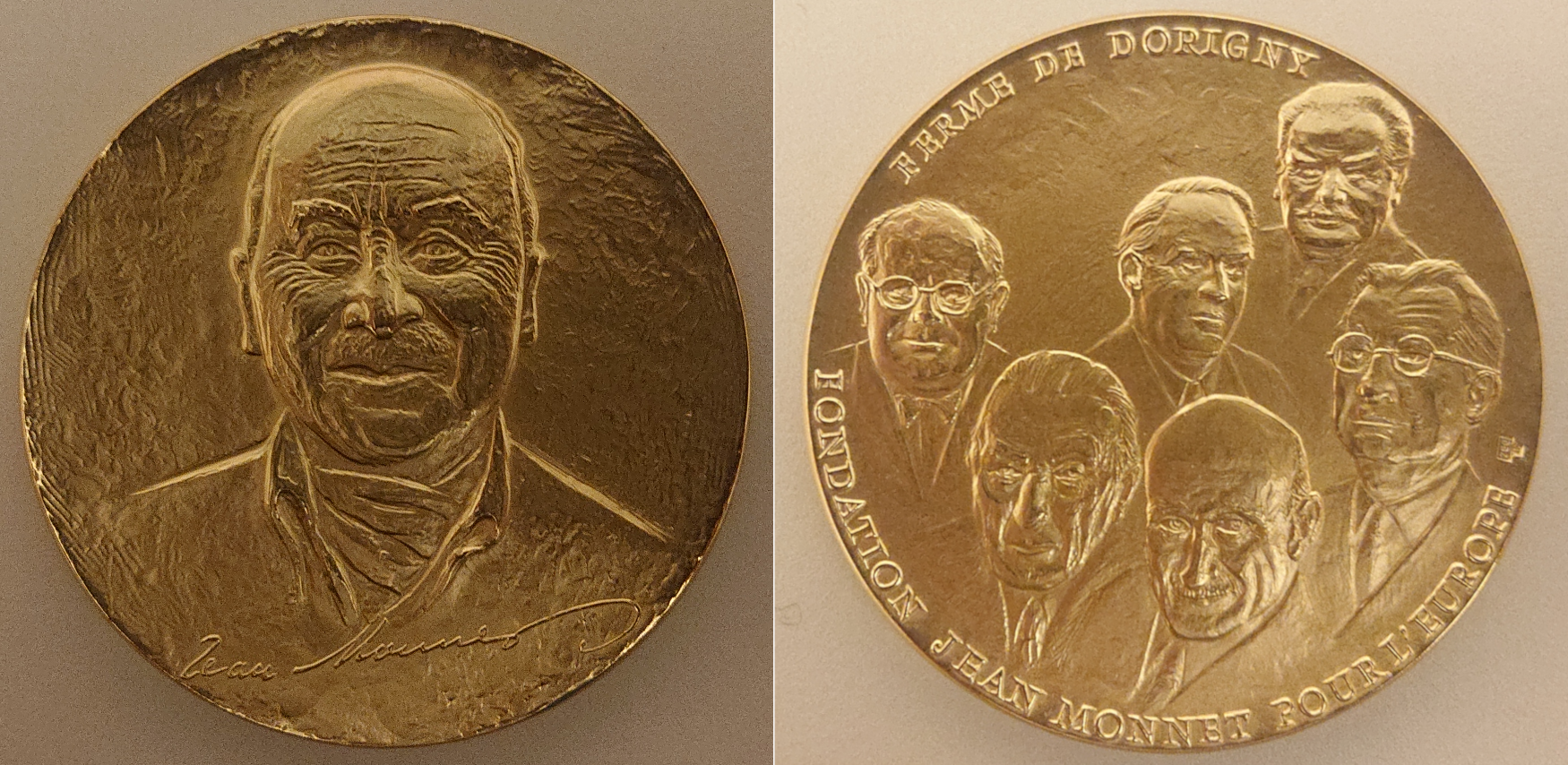
Avers et revers de la Médaille d'or de la Fondation Jean Monnet.

La Médaille d'or de la Fondation Jean Monnet pour l'Europe a été créée en novembre 1990 par la maison Huguenin, médailleurs au Locle. L'avers est l’œuvre de Henri Jacot et montre le portrait de Jean Monnet avec sa signature. Le revers est l’œuvre de Bernard Gaillard et montre six portraits des hommes d'Etat ayant porté le projet de la création de la première communauté européenne, la Communauté européenne du charbon et de l'acier (CECA). Il s'agit de Konrad Adenauer, Robert Schuman, Alcide De Gasperi, Paul-Henri Spaak, Johan Willem Beyen et Joseph Bech.
La Médaille d'or de la Fondation a été attribuée à :
- 1996 : Juan Carlos, Roi d'Espagne
- 2000 : Carlo Azeglio Ciampi, Président de la République italienne
- 2002 : Ferenc Mádl, Président de la République de Hongrie
- 2007 : Helmut Kohl, ancien chancelier allemand
- 2008 : Jean-Claude Juncker, ancien Premier ministre du Luxembourg
- 2011 :
  - Emilio Colombo, sénateur à vie italien et ancien Président du Parlement européen
  - Javier Solana, ancien Haut Représentant pour la politique étrangère et de sécurité commune européen
- 2014 :
  - Herman Van Rompuy, Président du Conseil européen
  - Martin Schulz, Président du Parlement européen
  - José Manuel Barroso, Président de la Commission européenne
- 2017 :
  - Mario Draghi, Président de la Banque centrale européenne
- 2024 :
  - Assemblée parlementaire (Verkhovna Rada) d’Ukraine, représentée par son président, Rouslan Stefantchouk

## Publications
La Fondation édite depuis 1957 de nombreux travaux regroupés en deux collections :
- La collection des Cahiers rouges[8], initiée par Henri Rieben en 1957. Fondateur du Centre de recherches européennes à Lausanne, il y diffuse les résultats des travaux de recherche, notamment ceux de ses doctorants. Constituée de recueils de sources, de monographies et d'actes de colloque, la collection des Cahiers rouges aborde divers sujets, allant d’études sur la vie et l’œuvre de Jean Monnet aux relations entre la Suisse et l’Europe. Les objectifs de cette collection sont notamment de nourrir le débat sur le processus d’intégration ainsi que de sauvegarder et diffuser une mémoire de la construction européenne, en récoltant et publiant des témoignages de protagonistes.
- La collection Débats et documents[9], lancée au printemps 2014. Complémentaire à la collection des Cahiers rouges, cette série a pour vocation de contribuer aux réflexions et débats sur les enjeux européens et de valoriser certains éléments du patrimoine documentaire de la Fondation. Elle compte environ deux numéros par an.